# Alamanowie

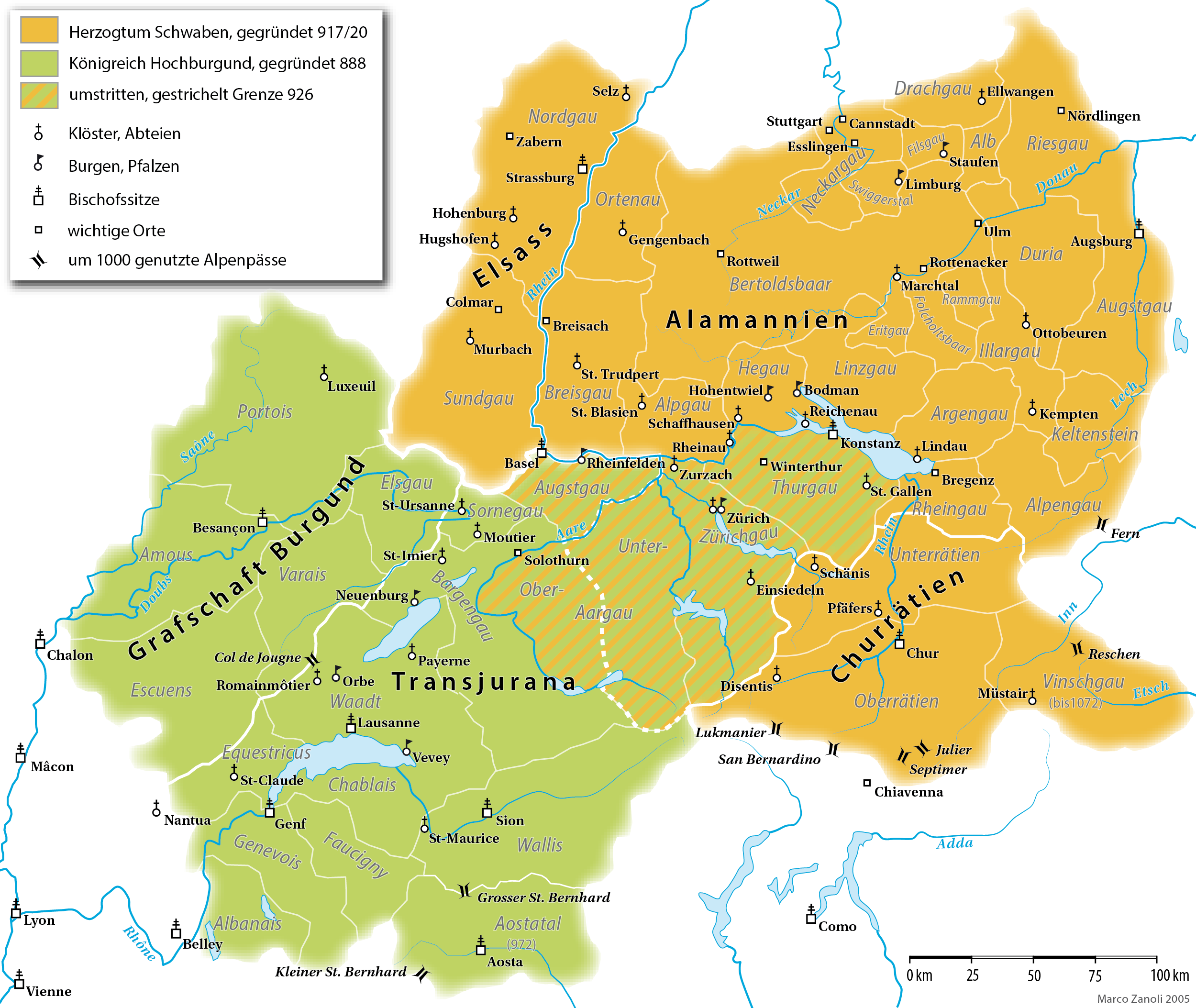
Państwo Alemanów ok. 1000 roku

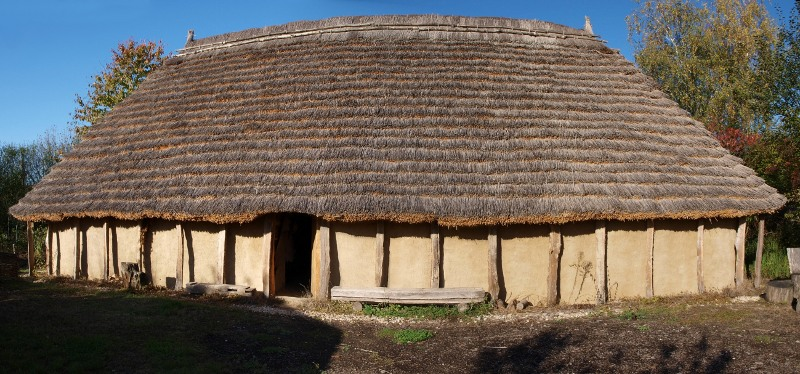
Domostwo Alemanów z okresu rzymskiego (rekonstrukcja)

Alemanowie, Alamanowie (łac. Alamanni) – germański związek plemienny, od III wieku n.e. dokonujący najazdów na zachodnie prowincje cesarstwa rzymskiego.

## Powstanie związku plemiennego
Na przełomie II i III wieku n.e. nastąpiła konsolidacja germańskich plemion na terytorium Germanii właściwej. W początkach III wieku na pograniczu zachodnich prowincji rzymskich ukształtował się potężny związek plemienny Alemanów, którego podstawę etniczną stanowiły swebskie plemiona wywodzące się z dorzecza Łaby: Semnonowie, Hermundurowie, Markomanowie. Jako nowo powstały związek Alemanowie nie posiadali starej rodziny królewskiej cieszącej się szczególnym autorytetem. Żadna z alemańskich grup (poza Jutungami, którzy stali się Alemanami później) prawdopodobnie nie używała dawnej nazwy. „Alle Männer” („wszyscy mężowie, mężowie spośród wszystkich”) uważani byli za „mieszańców” przez swych sąsiadów o starych tradycjach plemiennych. Zamieszkiwali obszar pomiędzy Renem, Menem, Neckarem i Dunajem.

## Najazdy na ziemie cesarstwa
Pierwszy raz zagrozili rzymskiej granicy na Renie i Dunaju w 213 roku. Pierwsza wzmianka o Alamanach w rzymskiej historiografii pojawia się u Aureliusza Wiktora, który wspomina o zwycięstwie Karakalli. Choć inni starożytni historycy milczą o tym, relację Aureliusza potwierdza odnaleziona inskrypcja. Wielki najazd dokonany w 233 roku na obszarze Górnej Germanii i Recji zniszczył wiele osad wojskowych i cywilnych. W 259 r. nastąpiło przełamanie limesu na całej linii – od dolnego Renu po dolny Dunaj, a barbarzyńcy dotarli aż do Mediolanu. W 260 roku Alemanowie splądrowali Aventicum (dziś Avenches w Szwajcarii). Odtąd naruszanie granicy nabrało stałego charakteru. W 268 ponieśli wielką klęskę w walce z wojskami Klaudiusza II w bitwie nad jeziorem Garda. W 277 roku zostali pobici przez cesarza Probusa. Mimo to Rzymianie musieli opuścić Agri Decumates i z części prowincji Górna Germania i Recja powstała Alemania (ok. 300 roku). W 350 Konstancjusz II zezwolił na przekroczenie granicy i osiedlenie się w Galii Alemanom, za którymi podążyli Frankowie. Około 356 Konstancjusz zmuszony był jednak wysłać karną wyprawę pod wodzą Juliana, który w bitwie pod Argentorate (Strasburgiem) w 357 pobił wojowniczych Alemanów i pojmał ich króla Chnodomara.
Po wycofaniu w 401 roku rzymskich wojsk z prowincji północnych (do obrony Italii przed Alarykiem), Alemanowie zaczęli osiedlać się na obszarze dzisiejszej Szwajcarii – w okolicach Bazylei i nad Jeziorem Bodeńskim. W VI wieku dotarli do środkowej Szwajcarii. Granica między nimi a Burgundami przebiegała nad rzeką Aar, w okolicach Berna (bagna i starorzecza) – tak powstała późniejsza językowa granica francusko-niemiecka.
W bitwie pod Tolbiacum (Zülpich) w 496 Alemanowie zostali pokonani przez Chlodwiga, który w 506 krwawo stłumił alemańskie powstanie. Odtąd Alemania wchodziła w skład państwa Franków jako marchia i włączano do niego kolejne terytoria Alemanów, tworząc na ich obszarze biskupstwa (Salzburg – 614, Augsburg – 736, Moguncja – 745, Bazylea – 805).
Ostatni bunt Alemanów przeciw zwierzchności Franków miał miejsce w 746 r. i stłumiony został przez syna Karola Młota – Karlomana, przechodząc do historii jako „krwawa łaźnia w Cannstatt” (koło Altenburga); zginął wtedy książę Alemanów Teutbald. Po tym Alemania przestała istnieć jako księstwo, a granica państwa Franków przesunęła się na południe w okolice środkowej Wirtembergii.
W X w. na terytoriach zasiedlanych przez Alemanów powstało księstwo Szwabii; od nich też pochodzi francuska i hiszpańska nazwa Niemiec – odpowiednio Allemagne i Alemania.

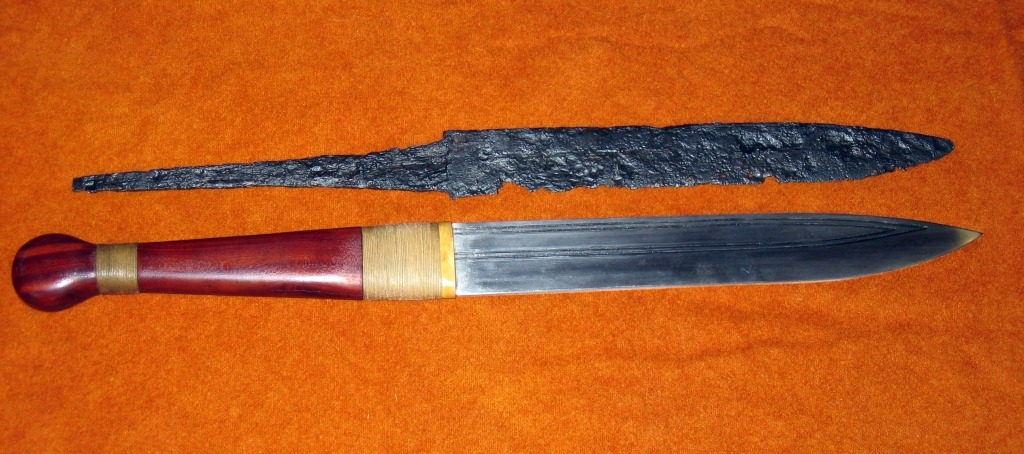
Krótki miecz (saks) używany przez Alemanów we wczesnym średniowieczu i jego współczesna replika

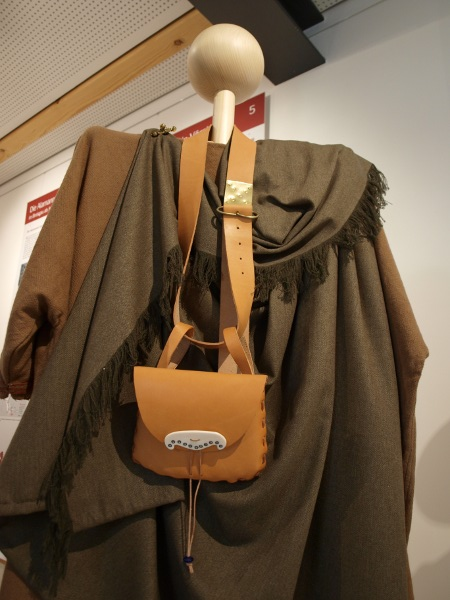
Typowy ubiór męski (muzealna rekonstrukcja)

### Królowie Alemanów
| - Chrocus 306 - Mederich - Chnodomar 350, 357 - Vestralp 357, 359 - Ur 357, 359 - Agenarich 357 - Suomar 357, 358 - Hortar 357, 359 - Gundomad 354 | - Ursycyn 357, 359 - Makrian 368–371 - Rando 368 - Hariobaud - Wadomar przed 354–360 - Vithicab 360–368 - Priarius?–378 - Gibuld ok. 470 |

Królowie alemańscy mianowani przez Franków
| - Butilin 539–554 - Leuthari I przed 552–554 - Haming 539–554 - Lantachar do 548 - Magnachar 565 - Vaefar 573 - Theodefrid - Leutfred I do 588 - Uncilin 588–607 - Gunzo 613 | - Chrodobert 630 - Leuthari II 642 - Gotfrid do 709 - Willehari 709–712 (w Ortenau) - Lantfrid I 709–730 - Theudebald 709–744 - Lantfrid II 746–749 - Gerold 791–799 - Isenbard 799–806 |

## Wskazówki bibliograficzne
- Gustav Faber: Merowingowie i Karolingowie. Warszawa: PIW, 1994.
- Jerzy Rajman: Encyklopedia średniowiecza. Kraków: Wyd. Zielona Sowa, 2006.
- Bernard Rutowski: Walka cesarstwa rzymskiego z najazdami barbarzyńców w latach 352–360, [w:] „Meander” R. 36 (1981), s. 123–137.
- Magdalena Mączyńska: Wędrówki ludów. Historia niespokojnej epoki IV i V w. Warszawa-Kraków: PWN, 1996, ISBN 83-01-12120-3.